# HTC Touch
HTC Touch，產品代號Elf、Elfin、Vogue、Fuwa，是台灣宏達電公司所推出的智慧型手機，搭載微軟Windows Mobile 6，俗稱阿福機，該手機作為以hTC品牌進軍歐洲的首發產品之一，外形時尚，首次內置了革命性HTC TouchFLO介面，使用者只要在觸控螢幕上利用手指滑動，手機就可以根據使用者的動作產生相對的反應，如捲動捲軸、開啟選單等，單手即可操作，但因使用单点触控荧幕，该手机無法同時用兩根手指在螢幕上控制，做出如iPhone放大縮小圖片般的效果。2007年6月5日於歐洲首度發表，其後又推出CDMA（Vogue）與TD-SCDMA（Fuwa）版本。
已知客製版本：
Elf：HTC P3450，HTC Touch，HTC Ted Baker Needle，Orange＆HTC Touch P3450，Dopod S1，T-Mobile MDA Touch，O2 Xda Nova，Vodafone VPA Touch
Elfin：HTC P3452，HTC Touch（Enhanced Version），HTC Touch Color，Rogers＆HTC Touch，Dopod S1（Enhanced Version），T-Mobile MDA Touch 256
Vogue（CDMA）：HTC P3050，HTC Touch CDMA，Alltel＆HTC Touch，Bell＆HTC Touch，Sprint＆HTC Touch，Telus＆HTC Touch，Dopod S500，UTStarcom MP6900，Verizon Touch XV6900，Okta Touch
Fuwa（TD-SCDMA）：Dopod S700

## Elf、Elfin技術規格
- 處理器：TI OMAP850 201MHz
- 作業系統：Windows Mobile 6.0 Professional
- 記憶體：ROM：128MB，RAM：64MB
- 尺寸：99.9mm X 58mm X 13.9mm
- 重量：112g（含電池）
- 螢幕：QVGA解析度、2.8吋TFT-LCD平面式觸控感應螢幕
- 網路：GSM/EDGE
- 藍牙：2.0 with EDR
- Wi-Fi：IEEE 802.11 b/g
- 相機：200萬畫素相機，支援自動對焦功能
- 電池：1100mAh充電式鋰或鋰聚合物電池

## Vogue技術規格
- 處理器：Qualcomm MSM7500 400MHz
- 作業系統：Windows Mobile 6.0 Professional
- 記憶體：ROM：256MB，RAM：128MB
- 尺寸：101mm X 59.6mm X 14.1mm
- 重量：112g（含電池）
- 螢幕：QVGA 解析度、2.8吋TFT-LCD平面式觸控感應螢幕
- 網路：CDMA 2000 1x EV-DO
- 藍牙：2.0 with EDR
- Wi-Fi：IEEE 802.11 b/g
- 相機：200萬畫素相機，支援自動對焦功能
- 電池：1100mAh充電式鋰或鋰聚合物電池

## Fuwa技術規格
- 處理器：Samsung SC32442B 500MHz
- 作業系統：Windows Mobile 6.0 Professional
- 記憶體：ROM：256MB，RAM：128MB
- 尺寸：106mm X 65mm X 22mm
- 重量：112g（含電池）
- 螢幕：QVGA 解析度、2.8吋TFT-LCD平面式觸控感應螢幕
- 網路：GSM/EDGE/TD-SCDMA
- GPS：配備GPS及A-GPS
- 藍牙：2.0 with EDR
- Wi-Fi：IEEE 802.11 b/g
- 相機：200萬畫素相機，支援自動對焦功能
- 電池：1100mAh充電式鋰或鋰聚合物電池

## 外部連結
- HTC Touch
- HTC Touch 概觀
- HTC Touch 技術規格（页面存档备份，存于）